# Isoxya manangona
Espèce
Isoxya manangona est une espèce d'araignées aranéomorphes de la famille des Araneidae.

## Distribution
Cette espèce est endémique de la région d'Alaotra-Mangoro à Madagascar,. Elle se rencontre dans le parc national d'Andasibe-Mantadia.

## Description
Le mâle holotype mesure 4,32 mm et la femelle paratype 5,11 mm, les mâles mesurent de 3,9 à 4,5 mm et les femelles de 4,8 à 6,1 mm.

## Systématique et taxinomie
Cette espèce a été décrite par Agnarsson, Starrett, Babbitz, Bond, Gregorič, Raberahona, Williams et Kuntner en 2023.

## Publication originale
- Agnarsson, Starrett, Babbitz, Bond, Gregorič, Raberahona, Williams & Kuntner, 2023 : « Discovery and genetic characterization of single cohort adult colonies with male aggregations, and preliminary evidence for lekking in a Malagasy kite spider (Isoxya, Gasteracanthinae). » Insect Systematics and Diversity, vol. 7, no 1, p. 1-15.